# Šilheřovice (lovecký zámeček)
Lovecký zámeček Šilheřovice stojí v zámeckém parku zámku Šilheřovice na okraji obce Šilheřovice, na česko-polském pomezí. Je součástí památkově chráněného areálu šilheřovického zámku.
Romantickou zámeckou budovu ve stylu lovecké chaty nechali v zámeckém parku vystavět v 19. století Rothschildové. Ve 20. století prošel kompletní rekonstrukcí a dnes v něm funguje restaurace. Další rekonstrukcí prošel na začátku roku 2014. V těsné blízkosti stavby se dochovaly unikátní zděné kotce, určené pro lovecké psy, pojaté v identickém architektonickém stylu. Okolí zámečku je v současnosti využíváno jako golfové hřiště.